# 변환행렬
다음은 변환행렬에 관한 설명이다.

변환 행렬들

선형 대수학에서 선형 변환(linear transformations)은 행렬(matrix,매트릭스)로 나타내는 것이 가능하다. 또한 역사적으로 행렬상에서 행렬을 변환(또는 변형)시키는 다양한 표현방법이 조사되어왔다.

## 의미

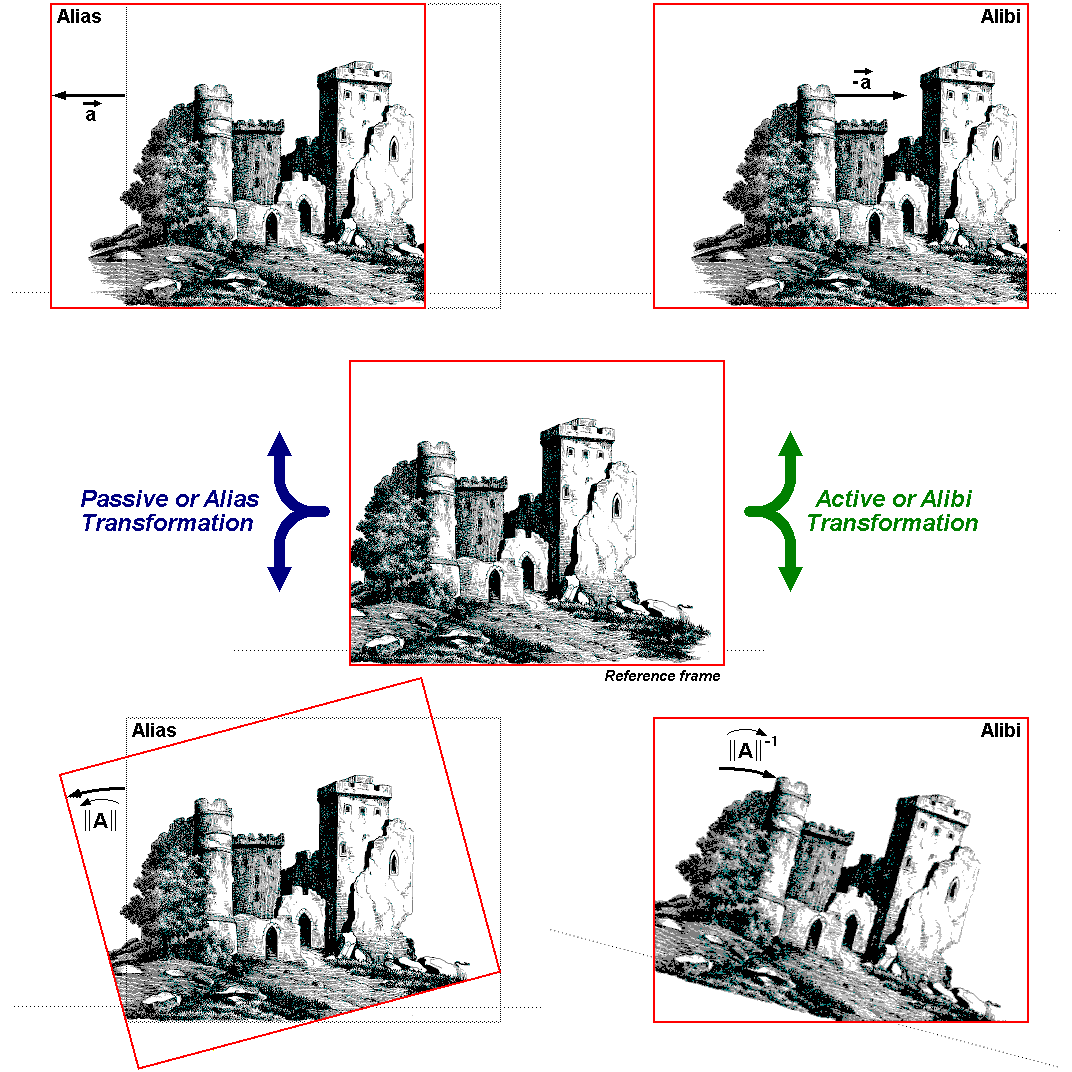
능동변환과 수동변환

행렬을 사용하면 임의의 선형 변환을 계산에 적합한 일관된 형식으로 표시 할 수 있다. {\displaystyle \left\{\mathbf {e} _{1},\cdots ,\mathbf {e} _{n}\right\}}이 {\displaystyle \mathbb {R} ^{n}}의 표준기저이고, 선형 변환 {\displaystyle T}를 나타내는 행렬을 {\displaystyle \mathbf {A} }라고 할 때 다음과 같이 표현할 수 있다.
{\displaystyle \mathbf {A} ={\begin{bmatrix}T(\mathbf {e} _{1})&\dots &T(\mathbf {e} _{n})\end{bmatrix}}}
선형 변환만이 행렬로 표현할 수 있는 유일한 변환은 아니다. n 차원 유클리드 공간 {\displaystyle R^{n}}에서 비선형인 일부 변환은 n + 1 차원 공간 {\displaystyle R^{n+1}}에서 선형 변환으로 나타낼 수 있다. 여기에는 변환과 같은 아핀 변환(affine transformation) 과 사영 변환(projective transformation 또는 Homography) 이 모두 포함된다. 이러한 이유로, 정사각 행렬 변환은 3D 컴퓨터 그래픽에서 널리 사용된다. 이러한 n + 1 차원 변환 행렬은 아핀 변환 행렬 , 사영 변환 행렬 또는 보다 일반적으로 비선형 변환 행렬 등 그 응용에 따라 다르게 불린다. n 차원 행렬과 관련하여, n + 1 차원 행렬은 첨가 행렬로 설명 될 수 있다.
물리학에서 능동 변환(active transformation) 은 좌표상에서 시스템의 물리적 위치 값을 변경하고 좌표계가 없는 경우에도 의미를 가진다(기저 변환)
수동 변환(passive transformation)은 대상이 되는 물리적 시스템은 변형없이 그대로이고 단지 좌표만이 이동한 것이다.
바꾸어 말하면, 수동 변환은 두 개의 다른 좌표 프레임에서 보았을 때 동일한 대상의 각기 다른 시각을 의미한다.
이처럼 능동 변환과 수동 변환의 차이는 현실세계의 물리적인 현상과 좌표계를 통해서 구별될수있다. 일반적으로 변환이라는 표현은, 수학에서는 능동변환을 의미한다. 그러나 특히 물리학에서는 상황에 따라 그 중 하나를 의미 할 수 있다.

## 종류
- 닮음변환행렬 (크기 변환행렬)
- 회전변환행렬
- 전단변환행렬
- 대칭변환행렬
- 직교 사영행렬

## 3D 컴퓨터 그래픽 예
- 회전행렬

단위 벡터 {\displaystyle (l,m,n)}에 의해 정의된 축에 대해 각도 θ를 회전시키는 행렬
{\displaystyle {\begin{bmatrix}ll(1-\cos \theta )+\cos \theta &ml(1-\cos \theta )-n\sin \theta &nl(1-\cos \theta )+m\sin \theta \\lm(1-\cos \theta )+n\sin \theta &mm(1-\cos \theta )+\cos \theta &nm(1-\cos \theta )-l\sin \theta \\ln(1-\cos \theta )-m\sin \theta &mn(1-\cos \theta )+l\sin \theta &nn(1-\cos \theta )+\cos \theta \end{bmatrix}}.}
- 반사 행렬(하우스홀더 변환)

좌표상에서 원점을 통과하는 반사된 점을 반영하기 위해 {\displaystyle ax+by+cz=0}를 사용할 수 있다. {\displaystyle \mathbf {A} =\mathbf {I} -2\mathbf {NN} ^{T}}는 다음과 같이 정의된다. {\displaystyle \mathbf {I} }는 3x3 단위행렬이고 그리고 {\displaystyle \mathbf {N} }은 좌표상의 벡터 노름에 대한 3 차원 단위벡터이다. {\displaystyle a,b,} 및 {\displaystyle c}의 노름 공간(L2)에서 변환 행렬은 다음과 같이 표현 될 수 있다.
{\displaystyle \mathbf {A} ={\begin{bmatrix}1-2a^{2}&-2ab&-2ac\\-2ab&1-2b^{2}&-2bc\\-2ac&-2bc&1-2c^{2}\end{bmatrix}}}

## 같이 보기
- 정규 직교 기저
- 동차좌표

## 참고
- 매스월드